# Ngày thứ bảy đẫm máu (ảnh)

Bức ảnh nổi tiếng chụp ở Ga Nam Thượng Hải, ngày thứ bảy, 28/8/1937

Ngày thứ bảy đẫm máu (血腥的星期六) là tên của một bức ảnh đen trắng được công bố rộng rãi vào tháng tháng 10 năm 1937 và trong vòng chưa đầy một tháng đã được hơn 136 triệu lượt người xem. Miêu tả một em bé Trung Quốc khóc trong đống đổ nát ném bom-ra của ga Nam Hải, bức ảnh này được biết đến như một biểu tượng văn hóa thể hiện tội ác chiến tranh của Nhật Bản ở Trung Quốc. Lấy một vài phút sau khi một cuộc không kích của Nhật Bản vào thường dân trong Trận chiến của Thượng Hải, nhiếp ảnh gia Hearst Corporation H. S. "Newsreel" Wong, còn được gọi là Wong Hai-Sheng hoặc Wang Xiaoting, đã không phát hiện ra danh tính hoặc thậm chí giới tính của đứa trẻ bị thương, có mẹ nằm chết ở gần đó. Một trong những hình ảnh chiến tranh đáng nhớ nhất từng được công bố, và có lẽ là cảnh phim thời sự nổi tiếng nhất của năm 1930, hình ảnh kích thích một làn sóng giận dữ chống lại bạo lực của Nhật tại Trung Quốc. Nhà báo Harold Isaacs gọi là hình ảnh mang tính biểu tượng "một trong phần những 'tuyên truyền thành công nhất mọi thời đại".
Wong chụp cảnh của Nhà ga Nam Thượng Hải bị ném bom bằng máy ảnh phim thời sự Eyemo của ông, và ông đã lấy một vài bức ảnh tĩnh với máy Leica của mình. Những hình ảnh vẫn còn nổi tiếng, lấy từ Leica, không thường được gọi bằng tên thay, các yếu tố trực quan của nó được mô tả. Nó cũng đã được gọi là Em bé Trung Hoa không mẹ, Em bé Trung Hoa, và Em bé ở nhà ga Nam Thượng Hải. Bức ảnh đã bị tố cáo bởi những người theo chủ nghĩa dân tộc Nhật Bản đã lập luận rằng nó đã được dàn dựng.